# جنیفر ساندرز
جنیفر ساندرز (انگلیسی: Jennifer Saunders؛ زادهٔ ۶ ژوئیهٔ ۱۹۵۸) یک بازیگر سینما، هنرپیشه، کمدین و فیلم‌نامه‌نویس اهل بریتانیا است.
از فیلم‌ها یا برنامه‌های تلویزیونی که وی در آن نقش داشته است، می‌توان به شرک ۲ (صداپیشه)، کورالاین، در چله سرد زمستان و قصه‌گو اشاره کرد.

## جوایز
- برنده جایزه امی برای مجموعه تلویزیونی افسانه‌های کامل در سال ۱۹۹۴[۱]
- برنده جایزه بفتا بهترین بازیگر زن کمدی تلویزیونی ۱۹۹۳[۲]
- برندخ جایزه بفتا بهترین بازیگر زن در برنامه‌های کمدی ۲۰۱۲[۳]